# Thomas Lyttelton (2e baron Lyttelton)
Thomas Lyttelton, 6e baronnet, 2e baron Lyttelton (30 janvier 1744 - 27 novembre 1779) est un homme politique anglais.

## Biographie
Parfois surnommé "le méchant Lord Lyttelton"  et "le mauvais Lord Lyttelton" pour discréditer son indépendance des partis politiques et des dogmes religieux de son époque, il est le fils de George Lyttelton, 1er baron Lyttelton et 5e baronnet, et de sa femme Lucy Fortescue. Sa mère meurt quand il a deux ans. Il a du talent dans ses premières années, notamment en dessin. Il fait ses études au Collège d'Eton et Christ Church, Oxford, où il s'installe en 1761. il est également un lecteur de poésie, son poète préféré étant John Milton.
Son père, George Lyttelton, occupe des fonctions politiques, notamment celles de conseiller privé, de Lord du trésor et de Chancelier de l'Échiquier. Il est lui-même un bon ami du prince de Galles, qui devient plus tard le roi George III. Il touche sa pension par l’intermédiaire de son père. Par ses liens de parenté et ses capacités, il mène également une carrière publique. Il est député whig de Bewdley de 1768 à 1769 et juge en chef de l’Eyre en 1775, devenant conseiller privé la même année.
Il est largement rapporté qu'il a prévu sa mort trois jours à l’avance; il a affirmé qu'un oiseau avait volé dans sa chambre et lui avait dit qu'il ne lui restait que trois jours à vivre.

## Famille
Il épouse Aphia Witts, mais comme ils n’ont pas d’enfants, sa baronnie s’éteint à sa mort. Elle est cependant recréé en 1794 pour son successeur comme baronnet, le frère de son père, William Lyttelton (1er baron Lyttelton).